# Valby
 For alternative betydninger, se Valby (flertydig). (Se også artikler, som begynder med Valby)
Valby er en administrativ bydel i Københavns Kommune med 52.809 (2016) indbyggere. Bydelen ligger få kilometer vest for det centrale København og grænser op til Vesterbro/Kongens Enghave, Frederiksberg, Hvidovre, Rødovre og Vanløse. Valby udgør den sydvestligste bydel i Københavns Kommune og rummer ca. ni procent af kommunens 659.350 indbyggere  (2024).
Den var tidligere en del af Hvidovre Kommune, men indlemmedes i 1901 i Københavns Kommune.
Valby kendes blandt andet for Valby Bakke, hvorpå Zootårnet står, men også en stor del af Carlsberg og Nordisk Films studier er placeret i bydelen. Filmproduktioner som Olsen-banden, Matador og Midt om natten har deres udspring i Valby og fra den afdøde instruktør Erik Balling. 
Fodboldklubben BK Frem har hjemme i Valby og Sydhavnen. BK Frem blev stiftet 17. juli 1886, og dermed en af Danmarks ældste klubber. Klubben har gennem årene haft flere berømte spillere og adskillige landsholdsspillere som medlemmer. Klubben har vundet Danmarksmesterskabet seks gange, og er desuden kendt for sit ungdomsarbejde såvel som sine mange passionerede tilhængere.
Da Københavns Kommune eksperimenterede med bydelsråd, var Valby den eneste bydel der ved en folkeafstemning ønskede at udbrede bydelsrådene til fremtidigt at dække hele kommunen. På trods af, at en lukning af de fire eksisterende bydelsråd ikke var et valgtema, besluttede Københavns Kommune efterfølgende at afslutte forsøget med nærdemokrati i kommunen.
Bebyggelsen i Valby er fordelt nogenlunde ligeligt mellem etagebyggeri og villakvarterer. Nogle af boligområderne er Akacieparken, Brombærparken, Solbærparken – og Spinderiet, som både rummer boliger, butikker og kontorer.
I Valby er følgende sogne:
- Valby Sogn med Johannes Døbers Kirke og Jesuskirken, Valby Sogn er fra 2016 en del af Valby Søndre Sogn
- Timotheus Sogn med Timotheus Kirke
- Ca. halvdelen af Sydhavn Sogn
- I Vigerslev ejerlav er følgende sogne:
  - Vigerslev Sogn med Vigerslev Kirke
  - Margrethe Sogn med Margrethekirken, Margrethe Sogn er fra 2016 en del af Valby Søndre Sogn
  - Aalholm Sogn med Aalholm Kirke